# Atomteori
Denna sidan handlar främst om historiska modeller av atomen. För den moderna synen på atomen, se atomfysik.

Den moderna atommodellen

Atomteorin, eller atomläran som det även kallas, har funnits sedan antiken, men blev först allmänt erkänd på 1800-talet. Detta kan bero på att några av de naturfilosofer som hade störst inflytande innan dess inte trodde på existensen av atomer. 

## Historia

### Atomism
Grekisk atomism kallas vanligtvis teorin om att allt är uppbyggt av en byggsten kallad atom, vilket betyder odelbar på grekiska. Teorin kommer ursprungligen från Leukippos, en grekisk filosof, men spreds av hans elev, Demokritos. Leukippos och Demokritos menade att allt består av tomrum och en oändlig mängd odelbara enheter, så kallade atomer. De ansåg vidare att atomerna alltid funnits, men att de är olika till form och storlek.

### John Dalton
Under 1700-talet utfördes massvis med praktiska experiment om kemiska processer. John Dalton studerade resultaten från dessa och år 1803 presenterade han en samlad atomteori där han bevisade att en kemisk reaktion innebär en omfördelning av atomer. Han bekräftade att massan bevaras under reaktioner och skapade föregångaren till det periodiska systemet som Dmitri Mendeleev visade upp 1869.

Thomsons atommodell

### Russinkakemodellen
År 1897 presenterade J.J. Thomson en atommodell som ofta kallas för russinkakemodellen (eng. the plum pudding model). Han tänkte att alla atomer är en positivt laddad klump med negativa elektroner som åker runt inuti den positiva klumpen. Thomson tog även fram bevis för att elektronen var en partikel, istället för en våg, vilket var något som den tidens forskare var oense om. Detta gjorde han genom att undersöka katodstrålarna i elektriska urladdningsrör med hjälp av magnetiska fält. Genom att föra fram belägg för att elektronen hade en bestämd massa och laddning kunde han bevisa att den var en partikel.

### Upptäckten av kärnan
Ernest Rutherford, en av Thomsons elever, tog nästa steg i utvecklingen av atommodellen. År 1909 utförde Hans Geiger och Ernest Madsen ett experiment där de bestrålade alfapartiklar mot en bit guldfolie. Ifall Thomsons modell för atomen hade stämt så skulle partiklarna ha passerat igenom guldfolien. Det visade sig att en liten andel av alfapartiklarna reflekterades och studsade tillbaka. Genom att analysera vinklarna som partiklarna studsade tillbaka med och hur ofta de reflekterades kunde Rutherford dra slutsatser om atomens inre struktur, vilket han gjorde och kom fram till att det måste finns en atomkärna. Han publicerade sina resultat 1911. Rutherford själv har uttalat sig om experimentet och sade att det var "lika otroligt som att en pistolkula skulle studsa mot ett papper".

Bohrs atommodell

### Bohrs atommodell
Under 1800-talet hade vetenskapsmännen upptäckt att varje grundämne sänder ut ljus i specifika våglängder. År 1913 presenterade Niels Bohr en atommodell som förklarade detta fenomen. I Bohrs atommodell kretsar elektroner i bestämda energinivåer kring atomkärnan. Elektronerna kan exciteras, vilket innebär att de kan hoppa mellan energinivåer om energi tillförs men faller snabbt tillbaka till sin vanliga bana, vanligtvis tar det ca 1 nanosekund. När elektronen faller tillbaka skickar atomen ut överskottsenergin i form av ljus med en viss våglängd. 
Fotonens energi beskrivs med hjälp av formeln {\displaystyle E=h\cdot f} där {\displaystyle f} är strålningsfrekvensen och {\displaystyle h=6,\!62607015\cdot 10^{-34}{\text{Js}}} vilket kallas för Plancks konstant.

### Upptäckten av isotoper
Samma år som Bohr publicerade sin atommodell gjorde Frederick Soddy upptäckten att atomer av samma grundämne kan ha olika massor. Han kallade atomer av samma grundämne med olika massor för isotoper av ett ämne. 

### Upptäckten av neutronen
Neutronens existens bevisades av James Chadwick år 1932. Detta gjorde att man tänkte sig att atomen bestod av en atomkärna med neutroner och protoner där 99,9% av atomens massa finns, trots att atomkärnan endast är 1/10000 av atomens diameter. Elektronerna kretsar kring kärnan i den resterande volymen.

## Framstående personer
- John Dalton
- J.J. Thomson
- Ernest Rutherford
- Niels Bohr
- James Chadwick